# Bee County
Bee County je okres ve státě Texas v USA. Žije zde přibližně 31 tisíc obyvatel. Správním městem okresu je Beeville, které je rovněž jeho největším městem. Celková rozloha okresu činí 2 280 km².